# Aegle koekeritziana
Aegle koekeritziana är en fjärilsart som beskrevs av Jacob Hübner 1797. Aegle koekeritziana ingår i släktet Aegle och familjen nattflyn. Inga underarter finns listade i Catalogue of Life.